# 托云乡
托云乡，是中华人民共和国新疆维吾尔自治区克孜勒苏柯尔克孜自治州乌恰县下辖的一个乡镇级行政单位。

## 行政区划
托云乡下辖以下地区：
托云村、苏约克村和库瓦特村。